# Peter Heesen
Peter Heesen (* 8. Oktober 1947 in Krefeld) ist ein deutscher Lehrer und Verbandsfunktionär aus Berlin.

## Leistungen
Peter Heesen ist Studiendirektor im Ruhestand. Er war von 1993 bis zu seiner Pensionierung wegen seiner Tätigkeit im Hauptpersonalrat beim Kultusminister des Landes Nordrhein-Westfalen und später als DPhV- bzw. DBB-Bundesvorsitzender vom aktiven Dienst freigestellt. Er war von 2001 bis 2003 Vorsitzender des Deutschen Philologenverbandes (DPhV) im Deutschen Beamtenbund an. Zuvor hatte er bereits seit 1978 verschiedene Funktionen im Philologenverband bekleidet. Unter anderem war er neun Jahre stellvertretender Bundesvorsitzender und neunzehn Jahre Vorsitzender des Philologen-Verbandes Nordrhein-Westfalen (PhV NW). Er war acht Jahre lang stellvertretender Bundesvorsitzender und war von 2003 bis 2012 Bundesvorsitzender des gewerkschaftlichen Dachverbandes dbb beamtenbund und tarifunion. Auf europäischer Ebene war Peter Heesen von 2002 bis 2009 Präsident der Akademie Europa der Confédération Européenne des Syndicats Indépendants (CESI); von 2008 bis 2012 war Heesen Ko-Präsident der CESI. Zudem ist Heesen Mitglied im Aufsichtsrat der WMP Eurocom AG.
Heesen war, nominiert von der CDU Nordrhein-Westfalen, Mitglied der 12., 13. und 14. Bundesversammlung und nahm am 23. Mai 2004, 23. Mai 2009 und 30. Juni 2010 an den Wahlen des deutschen Bundespräsidenten teil.
Er wurde im März 2010 Mitglied des Beirats für Fragen der Inneren Führung.
Heesen wurde am 1. Dezember 2012 zum Ehrenpräsidenten der CESI gewählt.

## Auszeichnungen
- 2005: Verdienstorden der Bundesrepublik Deutschland am Bande[3]
- 2012: Bundesverdienstkreuz 1. Klasse[4]

## Veröffentlichungen
- (mit Egbert Biermann): Die Beamtenversorgung. DBW Deutscher Beamten Wirtschaftstag e. V., Düsseldorf 2000.